# Люит, Ричард
Ричард Люит (англ. Richard Luyt; 8 ноября 1915, Кейптаун, Западно-Капская провинция — 12 февраля 1994, Кейптаун) — государственный деятель Гайаны. С 1964 по 1966 год был губернатором Британской Гвианы, а в 1966 году занимал должность генерал-губернатора независимой Гайаны.

## Биография
Во время Второй мировой войны Ричард Люит принимал участие в сражении против итальянцев в Эфиопии и был награжден медалью «За выдающиеся заслуги». В 1964 году назначил премьер-министром коалиционного правительства Форбса Бернхема из Народного национального конгресса (консервативной партией, ориентированной на малый бизнес). Однако, Народная прогрессивная партия Гайаны одержала победу на выборах. Массовые беспорядки начались в стране, когда Народной прогрессивной партии не разрешили сформировать правительство. После обретения независимости Гайаной в мае 1966 года Ричард Люит был приведён к присяге в должности генерал-губернатора Гайаны, которую занимал до декабря того же года.
Так как родился и получил образование в Кейптауне, он вернулся в этот город в 1967 году и занял должность директора и вице-канцлера Кейптаунского университета, которую занимал до 1980 года. Из-за его политики в Британской Гвиане этому назначению первоначально воспротивился студенческий корпус, но вскоре волнения стихли. В этот период, в разгар политики апартеида в Южно-Африканской Республике, свобода образования находилась под угрозой, и Ричард Люит был в первых рядах руководителей образовательных учреждению ЮАР, которые боролись за защиту этих прав и свобод. Он также решительно возражал против содержания под стражей без суда над студентами и сотрудниками, которые протестовали против режима апартеида. Ричард Люит был отличным игроком в крикет и регби. Занимался регби в Оксфордском университете, где получал стипендию Родса. Также играл в трёх матчах по крикету от Оксфордского университета.